# Furuögrund
Furuögrund, ursprungligen Furuskogen, är en ort i Byske socken i Skellefteå kommun, Västerbottens län. SCB klassade orten som en småort år 1995. Den hade benämningen Furuskogen och omfattade 38 hektar med 53 invånare. Från 2015 avgränsar SCB här åter en småort.

## Historia
Furuögrunds såg startades av Ytterstfors AB 1874 för att slippa frakta virket på pråmar till hamnen i Furuögrund. Sågens sju ramar och två kantverk drevs av en ångmaskin. När AB Ytterstfors-Munksund gick i konkurs och sågen lades ned 1925 blev 325 personer arbetslösa. Hamnens verksamhet fortsatte då massabalar från massafabriken i Ytterstfors transporterades ner till magasinet och kajen i Furuögrund med Ytterstfors linbana ända till 1959 då fabriken lades ned.
Ägarna av Furuögrundssågen lade i början på 1900-talet vantarna på en liten holme mellan Halsön och Svinön och spärrade av sundet med kättingar för att förhindra Halsögrundssågen att transportera timmer innanför Romelsön. En vakt placerades på den lilla holmen som sedan dess kallas för Egennyttan.
År 1903 uppfördes Furuögrunds skola i nyrennässansstil av kubb och plank, restprodukter från sågverket. Skolan var då Västerbottens största skola.
För att minska arbetslösheten inrättades en yrkesskola 1927. Yrkesskolan bildade modell för andra krisorter och fanns i Furuögrund till 1957.

### Landhöjningen
Norr om hamnen finns en mareograf i ett åttakantigt hus, byggd 1914. Den mäter vattenståndet i havet och är unik eftersom den är manuell. Furuögrund är landhöjningscentrum i Skandinavien. Landhöjningen är 91,6 cm på 100 år. Under senaste istiden pressade vikten av den upp till 3 kilometer tjocka inlandsisen ned landet. I Skellefteå nådde havet som högst ca 240 meter över dagens havsnivå. När isen smälte bort steg landet kraftigt vilket även orsakade jordbävningar. Landet fortsätter att stiga än idag vilket gör att kustlinjen ständigt förändras. Landhöjningen i Furuögrund är med 9 mm/år störst i världen.
Landhöjningens eller ”wattuminskningens” orsak var föremål för en livlig debatt bland 1700-talets lärde. Först i början av 1800-talet insåg man att det var marken som höjde sig och inte vattnet som minskade. År 1882 beskrevs för första gången landhöjningen som en orsak av inlandsisens avsmältning.

## Samhället
Den gamla utskeppningsplatsen har byggts om till fritidshamn och är Byske Båtklubbs hemmahamn. 
Furuögrundsleden invigd 2011 är en mil lång vandringsled från Byske havsbad till Furuögrund.